# Pterolophia paralatipennis
Pterolophia paralatipennis là một loài bọ cánh cứng trong họ Cerambycidae.